# トヨタ夢の住宅PAPI
トヨタ夢の住宅PAPI（トヨタゆめのじゅうたくパピ）は、トヨタ自動車が愛知県長久手市内のトヨタ博物館向かいに建築した未来型住宅。

## 概要
トヨタ自動車の子会社トヨタホームが、住宅内LANを初めとして、家電遠隔、屋内環境自動制御、ホームセキュリティシステムの複合システムの提案を目指して構築した、未来型住宅のこと。
トヨタ博物館の向かいにトヨタホームのデモンストレーションとして建築が行われ、愛・地球博開催期間の2005年3月25日から同年9月25日まで一般公開された。トヨタホームに建材などを納入している、松下電工（現：パナソニック電工）の全面協力を経て開発が行われた。ここで、重要なことは、B-TRONを初めとして、TRONプロジェクトが始まったときより、松下電器基礎研究所が研究開発を行っていたということが重要なのである。
ユビキタス社会という概念は、坂村健単独で提唱したものではない。TRON協会に加盟する、初期メーカの協力によって提唱されたものであるという事に気がつかなくてはならない。
特に、松下電器では、創業者である松下幸之助によって、大型コンピュータの開発は停止されてきていたという事実に着目しなければならない。最大の目的は、消費者のニーズに応える製品を作り、それを販売するということである。大型コンピュータでは、消費者のニーズにこたえられない、そのため、松下通信工業（現：パナソニックモバイル）などでも、細々とパーソナルコンピュータ前史に相当する時期より、富士通との共同出資による、パナファコムという会社を設立し、コンピュータ開発を行っていた。

## 内容
東京都港区西麻布で行われたデモンストレーション「電脳住宅」では、建設費が約10億円に達した。各社の基礎研究であったため、かつまた、経済状況が上向きの時代のため、経営でもそのような投資計画に対しては、余り神経質ではない時代のこと。
それから、約10年の歳月を経て、基礎研究フェーズにあった、住宅用機材及び住宅用建材におけるマイクロコンピュータ応用は、実用化の段階を迎えつつあった。トヨタ自動車では、住宅用機器内におけるLANやPLCなどの技術には経験がないため、子会社であるトヨタホームに依頼して、将来の住宅のありように関する提案を求めた。トヨタホームでは、それに答えて、住宅用建材メーカの最大手に相当する、松下電工に依頼して、住宅用建材及び住宅用機材の総合インテグレーションを依頼した（建設は、トヨタホームで行う）。
それが、夢の住宅であった。
現実には、太陽電池等を含む、環境性能などにおいて満足する結果が得られなかった。
今後とも、評価を続けることで、未来の住宅についての研究も継続する予定である。